# Generosa
Santa Generosa fue una mártir cristiana de la época romana.

## Hagiografía
El 17 de julio del año 180, en tiempos del emperador Cómodo, siete cristianos y cinco cristianas, entre las que se encuentra la joven Generosa, comparecen ante el tribunal de Cartago, en la provincia romana del África. Interrogados por el procónsul sobre el contenido del cofre que llevan consigo, responden: “Los libros santos y las cartas de san Pablo, un hombre justo”. Inamovibles en su fe, son condenados a la muerte por espada.

## Culto
El martirio de los doce Santos Scilitanos, que es como se les conocía, originó en la propia Cartago un culto del que se hace eco el mismo san Agustín en sus sermones. Durante la Edad Media sus reliquias se dispersaron por diversas ciudades de Occidente como Toledo, Lyon y Roma. En la basílica romana de san Juan y san Pablo, que acogió en su momento parte de esos restos, se celebra todavía su fiesta litúrgica en la fecha tradicional del 17 de julio.

## Santa Generosa de Ademuz
A finales del siglo XVII llegó a la Iglesia Arciprestal de san Pedro y san Pablo de Ademuz (Valencia, España) el cuerpo de Santa Generosa para cuyas reliquias se erigió capilla propia.
En la Capilla de Santa Generosa de la arciprestal de Ademuz pueden verse varias pinturas del siglo XVIII que desarrollan los pocos episodios conocidos de la santa, así como el célebre Milagro del Herrero que tuvo lugar en 1733 en la villa.